# Ковак, Нэнси
Нэнси Ковак (род. 11 марта 1935, Флинт, Мичиган) — американская актриса кино и телевидения.

## Ранние годы
Ковак — дочь мистера и миссис Майкл А. Ковак из Флинта, Мичиган. Её отец был менеджером завода General Motors. Она поступила в Мичиганский университет, когда ей было 15 лет, и окончила его в 19 лет. Она была активной участницей конкурсов красоты, выиграв восемь титулов к 20 годам.

## Карьера

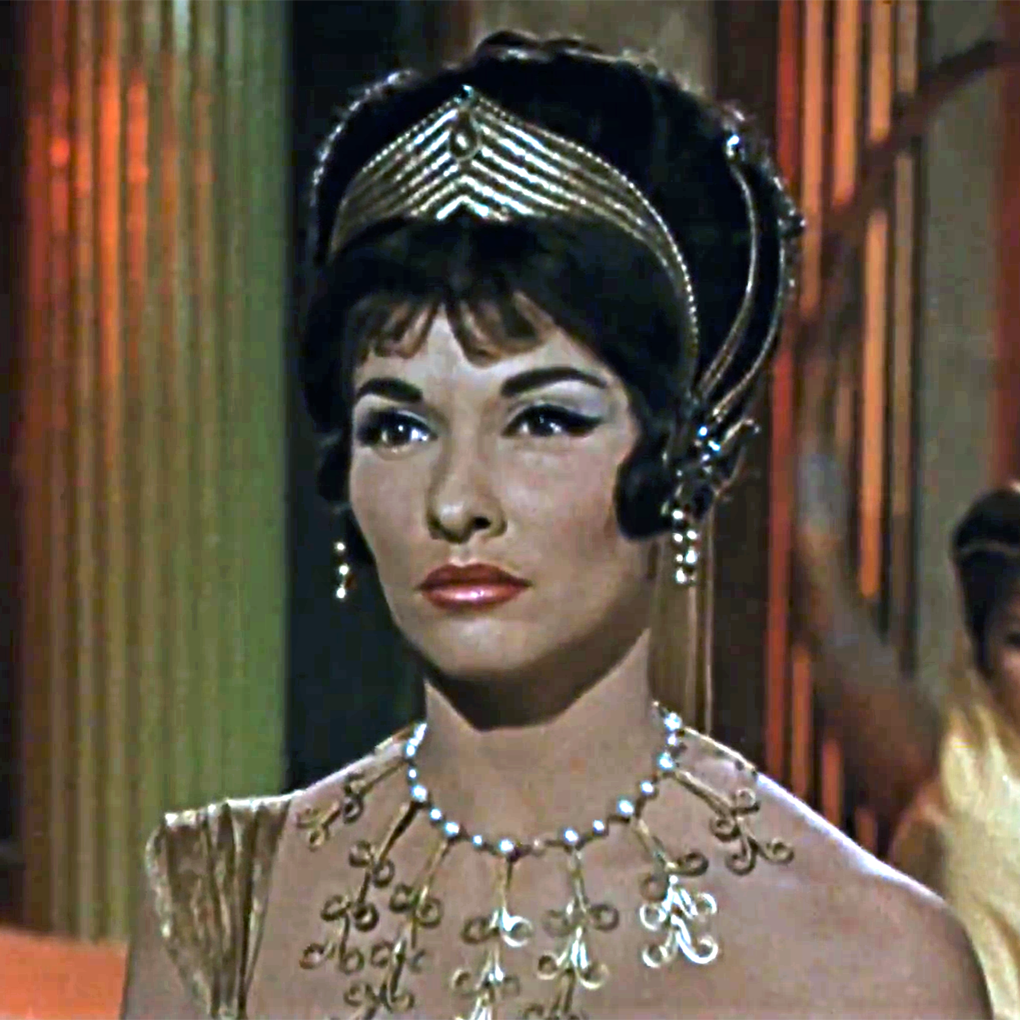
Ковак в роли Медеи в «Ясоне и аргонавтах»

После работы моделью Ковак стала одной из Glee Girls для Джеки Глисон.
Она появилась в ряде телесериалов, включая «Моя жена меня приворожила» (3 эпизода), «Бэтмен» (эпизоды 5 и 6), «Я мечтаю о Джинни», Get Smart, «Перри Мейсон», 12 O’Clock High, Человек из UNCLE, «Захватчики» (эпизод «Оперативная группа», 1967)), «Закон Берка», «Семейное дело» (эпизод «Семейный план», 1968), «Название игры» и «Гавайи 5-O» (эпизод «Лицо дракона», 1969). Она появилась в ключевой роли местной знахарки и роковой женщины в одном из оригинальных эпизодов «Звёздного пути» «Частная маленькая война» (1968). В 1969 году она была номинирована на премию «Эмми» за выдающееся исполнение сингла актрисой второго плана за появление в сериале «Мэнникс».
Помимо появления в качестве гостя в телевизионных программах, Ковак была ведущей игрового шоу «Beat the Clock».
По мере того, как её авторитет рос, Ковак начала получать роли в голливудских фильмах, в первую очередь в роли верховной жрицы Медеи в «Ясоне и аргонавтах» (1963). У неё также были роли в фильмах «Незнакомцы, когда мы встретимся» (1960) с Кирком Дугласом и Ким Новак, «Дневник сумасшедшего» (1963) с Винсентом Прайсом, «Преступники идут» (1965), «Три балбеса», «Сильвия» (1965) с Кэрроллом Бейкером, «Великая резня сиу» (1965), «Глушители» (1966) с Дином Мартином, «Тарзан и Золотая долина» (1966) с Майком Генри, «Фрэнки и Джонни» (1966) с Элвисом Пресли и режиссёрский дебют Карла Райнера «Войди в смех» (1967).
На Бродвее она появилась в «Разочарованных». Её последняя роль в кино была в научно-фантастической драме «Потерянные» (1969) с Грегори Пеком и Джином Хэкманом в главных ролях. В титрах указанная как Нэнси Мехта, она сыграла жертву убийства в пилотном телефильме/сериале «Эллери Куин» (также известном как «Слишком много подозреваемых», 1975).
Помимо работы в США, Ковак снялась в трёх фильмах в Иране.

## Личная жизнь
В 1969 году Ковак вышла замуж за индийского дирижёра Зубина Мехту, который был музыкальным руководителем Лос-Анджелесской филармонии, а затем музыкальным руководителем Нью-Йоркской филармонии. До 2006 года Ковак и Мехта проводили несколько месяцев в году в резиденции в Мюнхене, Германия, где Мехта был музыкальным руководителем Баварской государственной оперы.
Сьюзен Макдугал работала личным помощником Ковак в начале 1990-х. После того, как её работа закончилась, Ковак подала в суд на Макдугал за предполагаемое хищение. Макдугал была оправдана в 1998 году по всем двенадцати пунктам обвинения. Иск Макдугал в 1999 году о злонамеренном преследовании закончился мировым соглашением.
Ковак — последовательница Сайентистской церкви Христа.

## Фильмография
- Незнакомцы, когда мы встретимся (1960) — Marcia
- Cry for Happy (1961) — Camille Cameron
- The Wild Westerners (1962) — Rose Sharon
- Diary of a Madman (1963) — Odette Mallotte
- Ясон и аргонавты (1963) — Medea
- Моя жена меня приворожила (TV Series, 1964) — Sheila Sommers
- The Outlaws Is Coming (1965) — Annie Oakley
- Sylvia (1965) — Big Shirley
- The Great Sioux Massacre (1965) — Libbie Custer
- The Silencers (1966) — Barbara
- Фрэнки и Джонни (1966) — Nellie Bly
- Tarzan and the Valley of Gold (1966) — Sophia Renault
- Diamond 33 (1966)
- Town’s Hero (1967)
- Enter Laughing (1967) — Linda aka Miss B
- Shab-e-fereshtegan, aka Night of the Angels (1968)
- Звёздный путь: Оригинальный сериал (TV Series, 1968) 2 сезон: Частная маленькая война — Nona
- Потерянные (1969) — Teresa Stone
- Гавайи 5-O (TV Series, 1969) Сезон 1: Face of the Dragon — Dr. Alexandria Kemp
- Mannix (TV Series, 1973)